# Saint-Marcel-lès-Valence
Pour les articles homonymes, voir Saint-Marcel.
Saint-Marcel-lès-Valence est une commune française située dans le département de la Drôme, en région Auvergne-Rhône-Alpes.
Elle se trouve dans l'agglomération valentinoise et est donc rattachée à la communauté d'agglomération Valence Romans Agglo.

## Géographie

### Situation et description
La commune de Saint-Marcel-lès-Valence est au nord-est (limitrophe) de la ville de Valence, préfecture de la Drôme.

### Relief et géologie
Sites particuliers :

### Hydrographie
La commune est arrosée par les cours d'eau suivants :
- Canal secondaire n° 2 de la Bourne ;
- la Barberolle.

### Climat
Pour des articles plus généraux, voir Climat d'Auvergne-Rhône-Alpes et Climat de l'Eure.
En 2010, le climat de la commune est de type climat du Bassin du Sud-Ouest, selon une étude du Centre national de la recherche scientifique s'appuyant sur une série de données couvrant la période 1971-2000. En 2020, Météo-France publie une typologie des climats de la France métropolitaine dans laquelle la commune est dans une zone de transition entre le climat de montagne et le climat méditerranéen et est dans la région climatique Moyenne vallée du Rhône, caractérisée par un bon ensoleillement en été (fraction d’insolation > 60 %), une forte amplitude thermique annuelle (4 à 20 °C), un air sec en toutes saisons, orageux en été, des vents forts (mistral), une pluviométrie élevée en automne (250 à 300 mm).
Pour la période 1971-2000, la température annuelle moyenne est de 12,5 °C, avec une amplitude thermique annuelle de 17,7 °C. Le cumul annuel moyen de précipitations est de 854 mm, avec 7,5 jours de précipitations en janvier et 5,1 jours en juillet. Pour la période 1991-2020, la température moyenne annuelle observée sur la station météorologique de Météo-France la plus proche, « Guillonville », sur la commune de Guillonville à 429 km à vol d'oiseau, est de 11,4 °C et le cumul annuel moyen de précipitations est de 617,9 mm,. Pour l'avenir, les paramètres climatiques de la commune estimés pour 2050 selon différents scénarios d'émission de gaz à effet de serre sont consultables sur un site dédié publié par Météo-France en novembre 2022.

### Voies de communication
Le périphérique valentinois traverse le territoire communal du nord au sud :
- 2 : Saint-Marcel-lès-Valence, Le Plovier ;
- Aire de repos  des Fruitiers (sens Valence → Grenoble) ;
- 3 : Saint-Marcel-lès-Valence, Est' ;
- 4 : Gare de Valence TGV – Rovaltain.

La commune est desservie par le réseau de bus Citéa (lignes 14 et 15).

## Urbanisme

### Typologie
Au 1er janvier 2024, Saint-Marcel-lès-Valence est catégorisée ceinture urbaine, selon la nouvelle grille communale de densité à 7 niveaux définie par l'Insee en 2022.
Elle appartient à l'unité urbaine de Valence, une agglomération inter-départementale dont elle est une commune de la banlieue,. Par ailleurs la commune fait partie de l'aire d'attraction de Valence, dont elle est une commune de la couronne,. Cette aire, qui regroupe 71 communes, est catégorisée dans les aires de 200 000 à moins de 700 000 habitants,.

### Occupation des sols
L'occupation des sols de la commune, telle qu'elle ressort de la base de données européenne d’occupation biophysique des sols Corine Land Cover (CLC), est marquée par l'importance des territoires agricoles (75,6 % en 2018), en diminution par rapport à 1990 (86,1 %). La répartition détaillée en 2018 est la suivante : zones agricoles hétérogènes (44,2 %), cultures permanentes (28,3 %), zones urbanisées (17,5 %), zones industrielles ou commerciales et réseaux de communication (5,4 %), terres arables (3,2 %), mines, décharges et chantiers (1,5 %). L'évolution de l’occupation des sols de la commune et de ses infrastructures peut être observée sur les différentes représentations cartographiques du territoire : la carte de Cassini (XVIIIe siècle), la carte d'état-major (1820-1866) et les cartes ou photos aériennes de l'IGN pour la période actuelle (1950 à aujourd'hui).

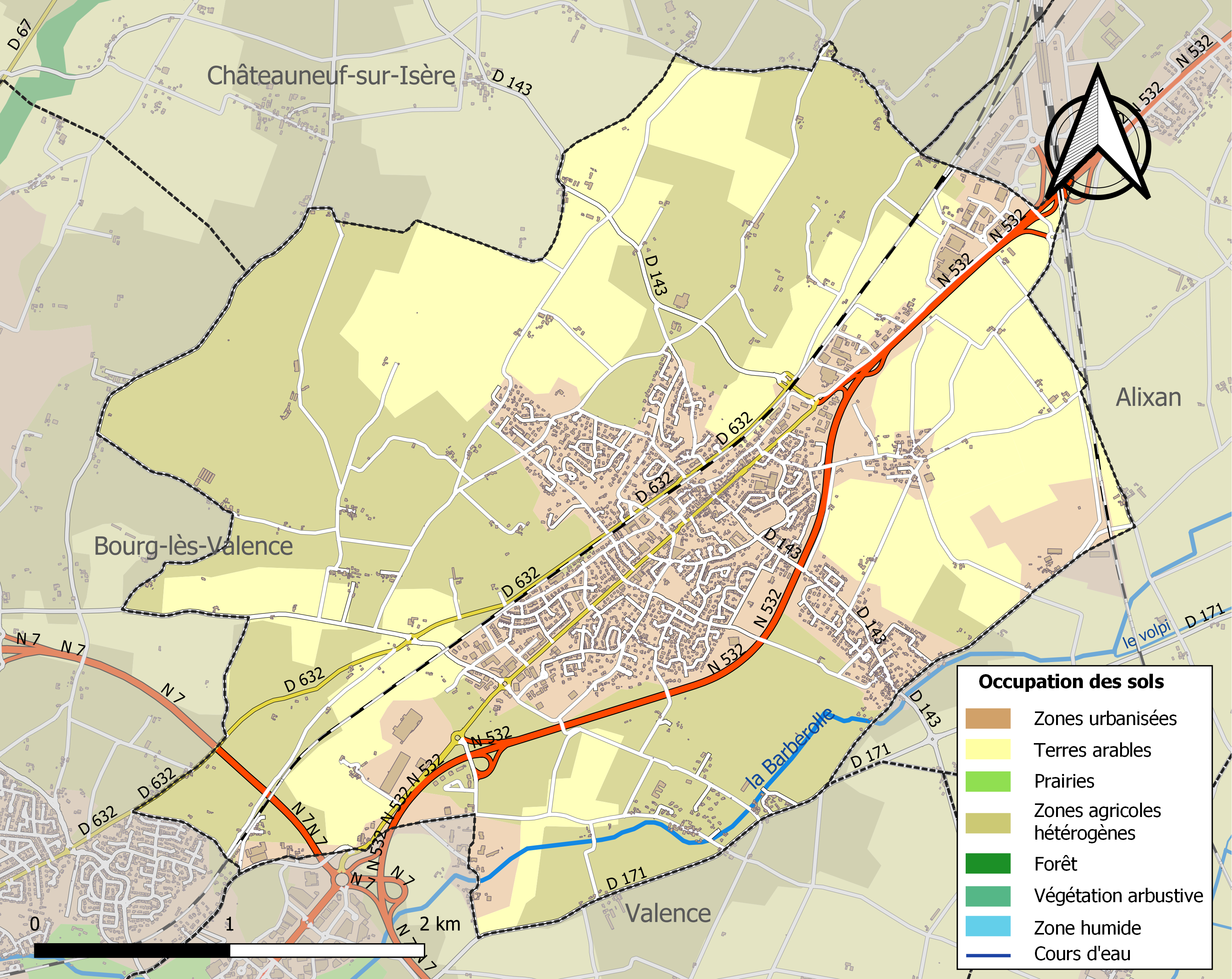
Carte des infrastructures et de l'occupation des sols de la commune en 2018 (CLC).

### Morphologie urbaine

#### Quartiers, hameaux et lieux-dits
Site Géoportail (carte IGN) :
- Bois de Gotheron
- Bornel
- Caillat
- Carabony
- Chambaud
- Château de Plovier
- Conflan
- Dony
- Gotheron
- Laye
- Lébry
- le Chantre
- le Peuplier
- le Rat
- les Barris
- les Blancs
- les Champs
- les Combes
- les Debeaux
- les Grandes Terres
- les Margillières
- les Mirabeaux
- les Oboussiers
- les Petits Eynards
- les Plaines
- les Reys
- les Robins
- les Vernets
- l'Étrau
- Marquet
- Marquet
- Mathias
- Meillet
- Mordecet
- Patry
- Peycat
- Plovier
- Ponsoye
- Rousset
- Sandon
- Sapière
- Surel
- Thodure
- Trapier

## Toponymie

### Attestations
Dictionnaire topographique du département de la Drôme.
- 1192 : mention de la paroisse : ecclesia Sancti Marcelli de Javeysano (cartulaire de Bourg-lès-Valence, 28).
- 1218 : mention de la paroisse : parrochia Sancti Marcelli de Gavaisano (cartulaire de Léoncel, 83).
- 1245 : tenementum de Gavaisa (cartulaire de Léoncel, 138).
- 1261 : terra de Javaysano (cartulaire de Bourg-lès-Valence, 79).
- 1276 : Javaysan (cartulaire de Bourg-lès-Valence, 90).
- 1285 : mention de la paroisse :ecclesia Sancti Marcelli secus iter publicum Romanense (cartulaire de Léoncel, 255).
- 1779 : Sainct Marcel au mandement de Bourg lès Valence (Aff. du Dauphiné).
- 1891 : Saint-Marcel-lès-Valence, commune du canton de Valence.

## Histoire

### Antiquité: les Gallo-romains
Présence de « villas » gallo-romaines.

### Du Moyen Âge à la Révolution
La seigneurie : au point de vue féodal, la terre est une possession des comtes de Valentinois, puis des Poitiers-Saint-Vallier.
Avant le XVe siècle : le territoire de Saint-Marcel formait une paroisse distincte du diocèse de Valence et du mandement de Châteauneuf-d'Isère.
Avant 1790 : Saint-Marcel-lès-Valence est une simple annexe de la paroisse du Bourg-lès-Valence, dont les dîmes appartenaient au chapitre du Bourg-lès-Valence, qui présentait à la cure.

### De la Révolution à nos jours
La paroisse est rétablie après la Révolution et composée alors de parties des communes d'Alixan, de Bourg-lès-Valence, de Châteauneuf-d'Isère et de Valence.
Cette paroisse est érigée en commune du canton de Valence le 1er juillet 1850.
- La commune de Saint-Marcel-lès-Valence est née après vingt ans de procédure pour ériger la paroisse de Saint-Marcel en commune, et une tentative de contestation des conseillers municipaux[réf. nécessaire].
- Par la très courte loi du 1er juillet 1850, Saint-Marcel devient une commune par détachement de portions des communes d’Alixan, Bourg-lès-Valence, Châteauneuf-sur-Isère et Valence. Elle est rattachée au canton de Valence[16].

Le 26 octobre 1850, le conseil municipal et les plus forts contribuables votent une imposition extraordinaire :
- pour les dépenses de toute nature occasionnées par la création sur la commune du hameau de Saint-Marcel-lès-Valence : 1 200 francs ;
- pour les réparations urgentes de l’église (chapelle de Surel) : 400 francs[17],[source insuffisante].

1850 : les Saint-Marcellois sont en majorité occupés à travailler la terre pour se nourrir. On produit des végétaux et on élève des animaux en priorité pour les besoins familiaux[réf. nécessaire].
1851 : le recensement indique le nombre de 1 350 habitants.
1857 : le ministère de l'Intérieur autorise la constitution d’un corps de sapeurs-pompiers[réf. nécessaire].
1866 : 523 Saint-Marcellois sur un total de 1 226 habitants ne savent ni lire ni écrire[réf. nécessaire].
À partir de 1922, les Saint-Marcellois peuvent se réunir et exercer leurs activités festives dans la chapelle de Surel, ancienne église Saint-Marcel-de-Javaisan, dont l'activité religieuse a été transférée vers la nouvelle église.
Le lieu est remplacé en 1943 par les bâtiments de la mairie actuelle[réf. nécessaire].
1968 : la place du monument est créée. Elle permet d'édifier le nouveau monument aux morts, ainsi qu'une aire de jeux très appréciée par les boulistes[réf. nécessaire].
1979 : Noël Lambert, collectionneur de vieilles automobiles, décide de construire un musée pour les exposer, le musée de la Vieille Auto ; ce dernier ferme en 1987 par manque d'argent. Le site a aujourd'hui été complètement réaménagé[réf. nécessaire].

## Politique et administration

### Administration municipale
À la suite des élections municipales françaises de 2020, le conseil municipal se compose du maire, de sept adjoints et de vingt conseillers municipaux[source insuffisante].

### Liste des maires
| Période                                                                   | Période                     | Identité                               | Étiquette | Qualité                   |
| ------------------------------------------------------------------------- | --------------------------- | -------------------------------------- | --------- | ------------------------- |
| Les données manquantes sont à compléter. : depuis 1850                    |                             |                                        |           |                           |
| 1850                                                                      | 1855                        | Jean-Louis Bouvier                     |           |                           |
| 1855                                                                      | 1863                        | Laurent Morel                          |           |                           |
| 1863                                                                      | 1868                        | Eugène de Labareyre                    |           | baron, général de brigade |
| 1868                                                                      | 1870                        | Jacques Barnaud                        |           |                           |
| 1870                                                                      | 1871                        | Claude Eynard                          |           |                           |
| Les données manquantes sont à compléter. : depuis la fin du Second Empire |                             |                                        |           |                           |
| 1871                                                                      | 1874                        | Ferdinand Ducros                       |           |                           |
| 1874                                                                      | 1890                        | Laurent Morel                          |           |                           |
| 1878                                                                      | 1884                        | Laurent Morel                          |           | maire sortant             |
| 1884                                                                      | 1888                        | Laurent Morel                          |           | maire sortant             |
| 1888                                                                      | 1890                        | Laurent Morel                          |           | maire sortant             |
| 1890 (élection ?)                                                         | 1892                        | Benjamin Barnaud                       |           |                           |
| 1892                                                                      | 1896                        | Joseph Rollet                          |           |                           |
| 1896                                                                      | 1900                        | Joseph Rollet                          |           | maire sortant             |
| 1900                                                                      | 1904                        | Joseph Rollet                          |           | maire sortant             |
| 1904                                                                      | 1908                        | Joseph Rollet                          |           | maire sortant             |
| 1908                                                                      | 1912                        | Jules Bleton                           |           |                           |
| 1912                                                                      | 1919                        | Jules Bleton                           |           | maire sortant             |
| 1919                                                                      | 1925                        | Henri Bard                             |           |                           |
| 1925                                                                      | 1929                        | Henri Berne                            |           |                           |
| 1929                                                                      | 1935                        | Henri Berne                            |           | maire sortant             |
| 1935                                                                      | 1942                        | Henri Berne                            |           | maire sortant             |
| 1942 (élection ?)                                                         | 1945                        | Benjamin Chovet                        |           |                           |
| 1945                                                                      | 1947                        | Frédéric Delaye                        |           |                           |
| 1947                                                                      | 1953                        | Joseph Duc                             |           |                           |
| 1953                                                                      | 1959                        | Fernand Courthial                      |           |                           |
| 1959                                                                      | 1965                        | Jules Perreton                         |           |                           |
| 1965                                                                      | 1971                        | Pierre Stevenin                        |           |                           |
| 1971                                                                      | 1977                        | Pierre Stevenin                        |           | maire sortant             |
| 1977                                                                      | 1983                        | Pierre Stevenin                        |           | maire sortant             |
| 1983                                                                      | 1989                        | Roger Dietz                            |           |                           |
| 1989                                                                      | 1995                        | Laurent Jullien                        |           |                           |
| 1995                                                                      | 1996                        | Pierre Stevenin                        |           |                           |
| 1996 (élection ?)                                                         | 2001                        | Jacques Barnaud                        |           |                           |
| 2001                                                                      | 2008                        | Dominique Quet                         |           | instituteur               |
| 2008                                                                      | 2014                        | Dominique Quet                         |           | maire sortant             |
| 2014                                                                      | 2020                        | Dominique Quet                         |           | maire sortant             |
| 2020                                                                      | En cours (au 29 avril 2021) | Jean-Michel Valla[source insuffisante] |           | arboriculteur             |

### Finances locales
Finances locales de Saint-Marcel-lès-Valence de 2000 à 2018 (cliquez sur le lien wiki).

### Jumelages
- Halmeu (Roumanie) à 2000 km de la commune.
- Ingoldigen (Allemagne) à 650 km de Saint-Marcel-lès-Valence.

Chaque année, des familles et notamment des jeunes se retrouvent afin de partager des moments ensemble. Il existe en fait un jumelage adulte et un jumelage des jeunes. Le jumelage des jeunes a lieu fin août et dure une semaine. Une année sur deux les allemands sont reçus dans les familles françaises, l'année suivante les saint-marcellois sont accueillis à Ingoldigen. Il n'est pas nécessaire de parler allemand ou français pour participer à cet échange. Les activités changent régulièrement mais elles sont généralement articulées autour de l'art, des jeux et du sport comme moyen d'expression. Par exemple, les ateliers culinaires permettent le mélange des cultures des deux pays. Les ateliers d'arts plastiques que réalisent les enfants sensibilisent quant à eux aux enjeux environnementaux.

## Population et société

### Démographie
L'évolution du nombre d'habitants est connue à travers les recensements de la population effectués dans la commune depuis 1851. Pour les communes de moins de 10 000 habitants, une enquête de recensement portant sur toute la population est réalisée tous les cinq ans, les populations de référence des années intermédiaires étant quant à elles estimées par interpolation ou extrapolation. Pour la commune, le premier recensement exhaustif entrant dans le cadre du nouveau dispositif a été réalisé en 2007.

En 2022, la commune comptait 6 214 habitants, en évolution de +0,21 % par rapport à 2016 (Drôme : +2,64 %, France hors Mayotte : +2,11 %).
| 1851  | 1856  | 1861  | 1866  | 1872  | 1876  | 1881  | 1886  | 1891  |
| ----- | ----- | ----- | ----- | ----- | ----- | ----- | ----- | ----- |
| 1 350 | 1 333 | 1 305 | 1 226 | 1 233 | 1 151 | 1 066 | 1 037 | 1 001 |

| 1896  | 1901  | 1906  | 1911 | 1921 | 1926 | 1931 | 1936 | 1946 |
| ----- | ----- | ----- | ---- | ---- | ---- | ---- | ---- | ---- |
| 1 005 | 1 029 | 1 025 | 982  | 858  | 940  | 915  | 929  | 973  |

| 1954  | 1962  | 1968  | 1975  | 1982  | 1990  | 1999  | 2006  | 2007  |
| ----- | ----- | ----- | ----- | ----- | ----- | ----- | ----- | ----- |
| 1 028 | 1 256 | 1 457 | 2 652 | 3 342 | 3 719 | 4 114 | 4 672 | 4 762 |

| 2012  | 2017  | 2022  | - | - | - | - | - | - |
| ----- | ----- | ----- | - | - | - | - | - | - |
| 5 746 | 6 236 | 6 214 | - | - | - | - | - | - |

### Enseignement
La commune est rattachée à l'académie de Grenoble.

### Manifestations culturelles et festivités
- Fêtes : le 16 janvier et le deuxième dimanche de septembre[15].

### Médias
Le territoire de la commune se situe dans l'aire de diffusion de plusieurs médias de presse écrite :
- Presse écrite
  - Le Dauphiné libéré, quotidien régional qui consacre, chaque jour, y compris le dimanche, dans son édition de « Romans et Drôme des collines » un ou plusieurs articles à l'actualité du canton et de la commune, ainsi que des informations sur les éventuelles manifestations locales, les travaux routiers, et autres événements divers à caractère local.
  - L'Agriculture Drômoise, journal d'informations agricoles et rurales, couvre l'ensemble du département de la Drôme.
  - Drôme Hebdo (ancien Peuple Libre), hebdomadaire chrétien d'informations.
- Presse audio-visuelle
  - France Bleu est une radio publique diffusée sur son territoire.

## Économie

### Agriculture
En 1992 : bourg de plaine agricole, céréales, vergers, vignes, caprins, porcins, volailles, pisciculture, coopératives agricole et céréalière.

### Industrie
Une partie du parc technologique et scientifique Rovaltain est située au nord-est de la commune. Cette partie-ci du site est dénommée quartier de la Gare.
Présence de plusieurs carrières.

### Recherche scientifique
L'un des sites de l'INRA est installé sur la commune.

Cette unité expérimentale de recherches intégrées développe des programmes sur les systèmes de production durable en arboriculture fruitière (fruits à noyau et à pépins) sur un domaine de 86 hectares. Dans les années 1980 la station a été confrontée à la contamination et l'extériorisation de la maladie de la sharka dans ses vergers[réf. nécessaire].

### Revenus de la population et fiscalité
En 2010, le revenu fiscal médian par ménage était de 33 551 €, ce qui plaçait Saint-Marcel-lès-Valence au 8 412e rang parmi les 31 525 communes de plus de 39 ménages en métropole.

## Culture locale et patrimoine

### Lieux et monuments
- Château de Laye[15].
- Château (manoir) des Robins[15].
- Château du Plovier construit à partir de 1895 à la place d'un autre (Louis XIII[15]) détruit à la même période[réf. nécessaire].
- Église Saint-Marcel de Saint-Marcel-lès-Valence du XIXe siècle[15].

### Patrimoine naturel
- Une grotte[1].

Associations
La Ligue pour la protection des oiseaux est installée au Domaine de Gotheron[réf. nécessaire].

### Personnalités liées à la commune
- Nicole Algan : peintre et sculpteur abstrait français. Elle réalise en 1968 le monument aux morts de Saint-Marcel-lès-Valence ;

### Héraldique, logotype et devise
| Blason | Blasonnement : Parti : au 1er de sable à la main bénissante d'argent en chef et posée en fasce, d'où partent cinq rayons d'or en éventail vers la pointe, au 2e de gueules à la croix d'argent chargée en cœur de cinq monts d'azur ordonnés en croix. |